# تفنگ تهاجمی

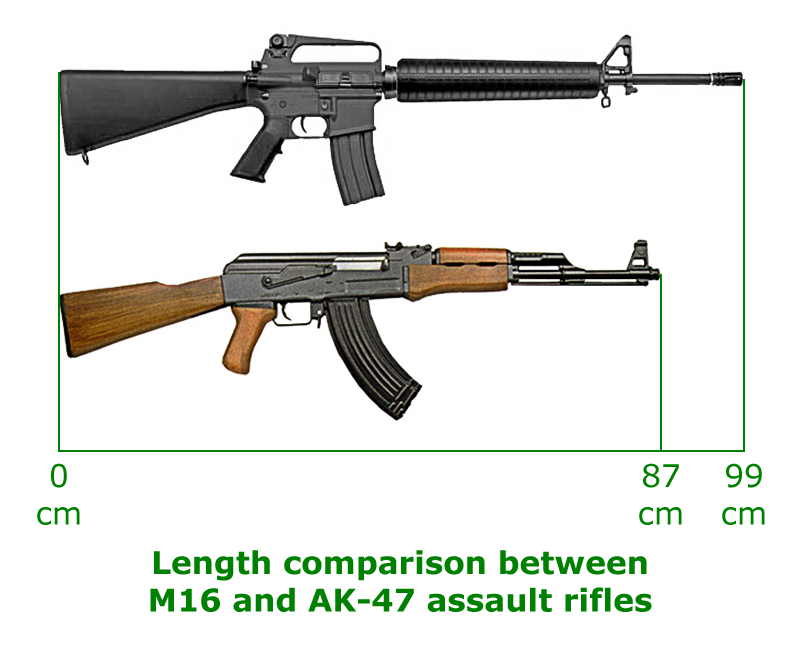
ام۱۶ تفنگ آمریکایی (بالا) و کلاشنیکف تفنگ شوروی (پایین) دو خانوادهٔ پرطرفدار از سلاح‌های تهاجمی در بین نیروهای نظامی جهان به‌شمار می‌آیند.

تفنگ تهاجمی (به انگلیسی: Assault Rifle) یا AR به گونه‌هایی از تفنگ‌ها گفته می‌شود که از آتش انتخابی بهره می‌برند و از خشاب جداشدنی با فشنگ‌های متوسط استفاده می‌کنند و حداقل برد مفید آن‌ها ۳۰۰ متر است. سلاح‌های تهاجمی ابتدا در جنگ جهانی دوم معرفی شدند اما این گونه سلاح‌ها در جبهه‌ی متفقین به سختی پذیرفته شد؛ با این حال پس از پایان قرن بیستم، این سلاح‌ها به سلاح اصلی بیشتر ارتش‌های جهان تبدیل شد.

## تاریخچه

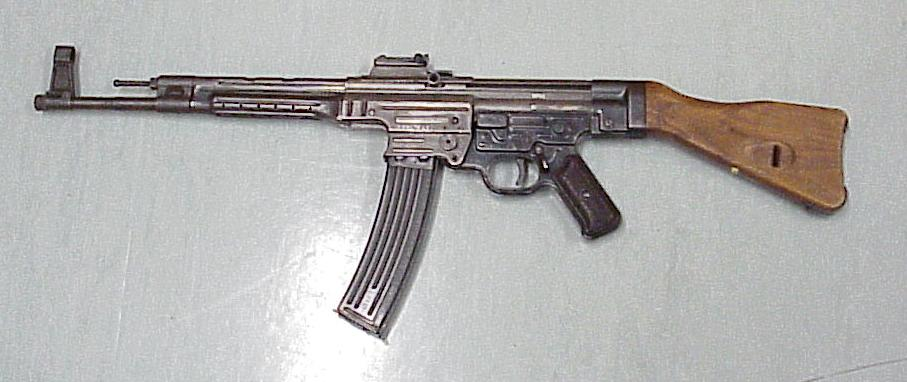
اس‌تِ گِ ۴۴ توسط اداره مهمات سازی ورماخت آلمان نازی در سال ۱۹۴۴ تولید شد. این سلاح توانایی شلیک گلوله‌های ۷.۹۲×۳۳ میلیمتری کورز را دارد.

مطالعات دفتر مهمات‌سازی آلمان نازی در میان دو جنگ نشان داد بیشتر درگیری های پیاده در فاصله‌ی کمتر از ۴۰۰ متر رخ می‌دهند. همین موضوع سبب شد تا ورماخت برای این نوع درگیری‌ها، کالیبر ۷.۹۲ میلیمتری را طراحی کند؛ اما هیتلر خود بر ساخت مسلسل‌های سبک اصرار می‌ورزید و با هرگونه سلاح دیگر مخالفت داشت؛ لیکن عدم اجرای دستور هیتلر توسط اداره مهمات‌سازی، منجر به ساخت اولین سلاح تهاجمی، به نام اس‌ت‌ژ ۴۴، در دنیا شد. اصطلاح تفنگ هجومی به نوعی برگرفته از کلمه آلمانی Sturmgewehr به معنای تفنگ طوفان است که آدولف هیتلر به این تفنگ اطلاق کرد.
تفنگ‌های تهاجمی پس از جنگ جهانی دوم به مرور جای تفنگ‌های جنگی را به عنوان سلاح اصلی نیروهای پیاده نظام در اغلب ارتش‌های دنیا گرفتند. این کار در شوروی با طراحی و ساخت دو تفنگ AK-47 (اولین تفنگ خانواده کلاشنیکف) در اواخر دهه ۱۹۴۰ در شوروی و در آمریکا با تفنگ M16 در اواخر دهه ۱۹۶۰ انجام شد. تفاوت تفنگ تهاجمی با تفنگ جنگی استفاده از فشنگ متوسط به جای فشنگ پرقدرت و در نتیجه اندازه و وزن کمتر آن و مناسبتر برای آتش رگبار است. تفاوت این سلاح با مسلسل دستی هم این است که مسلسل‌های دستی از فشنگ سلاح کمری استفاده می‌کنند. تفاوت آن با تیربار سبک هم این است که تیربار سبک به منظور قدرت رگبار شدیدتر و طولانی‌تر به عنوان آتش حمایتی برای دسته‌های کوچک ساخته شده‌است.

## یادداشت ها
1. ↑   7.92×33 mm Kurz
2. ↑   این کلمه در آلمانی معادل Storm Rifle در زبان انگلیسی است.